# St John’s Gardens

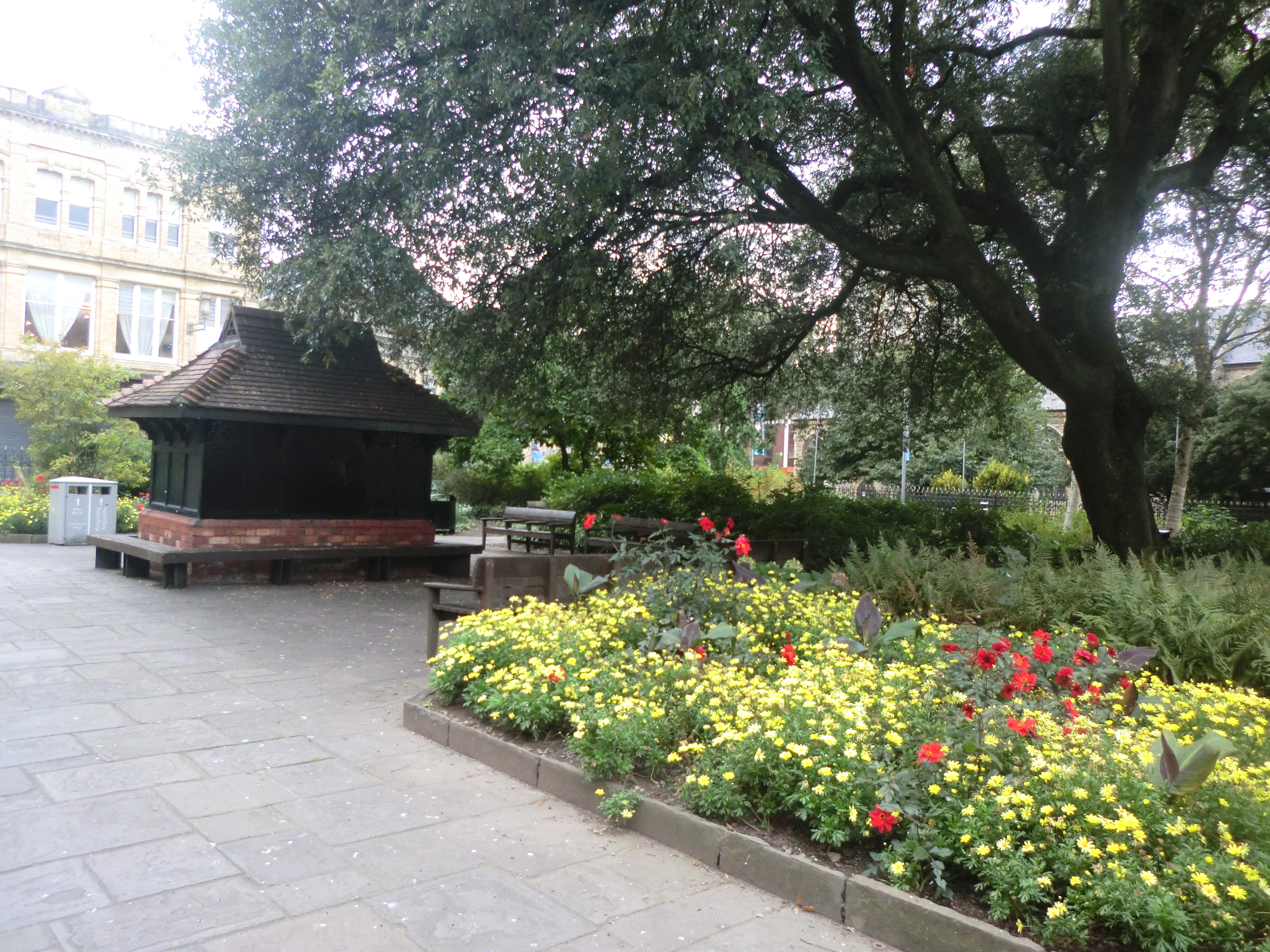
St John’s Gardens mit Magnolie und Hütte

Die St John’s Gardens (walisisch: Gerddi Sant Ioan, alternativ auch St John’s Churchyard Garden) sind eine kleine öffentliche Gartenanlage im Zentrum der walisischen Hauptstadt Cardiff.

## Beschreibung
Die St John’s Gardens liegen in der Community Castle im Stadtzentrum von Cardiff südöstlich der St John the Baptist Church und nordwestlich der ehemaligen Stadtbibliothek Cardiffs nahe dem Cardiff Central Market. Im Zentrum des Parkes steht eine große Magnolie. Ebenso befindet sich in dem Park eine große Holzhütte, die genauso in die Statutory List of Buildings of Special Architectural or Historic Interest aufgenommen wurde wie die Einfriedungen des Gartens. Insgesamt ist der Park circa 26 × 32 Meter beziehungsweise grob etwas mehr als 800 Quadratmeter groß.

## Geschichte

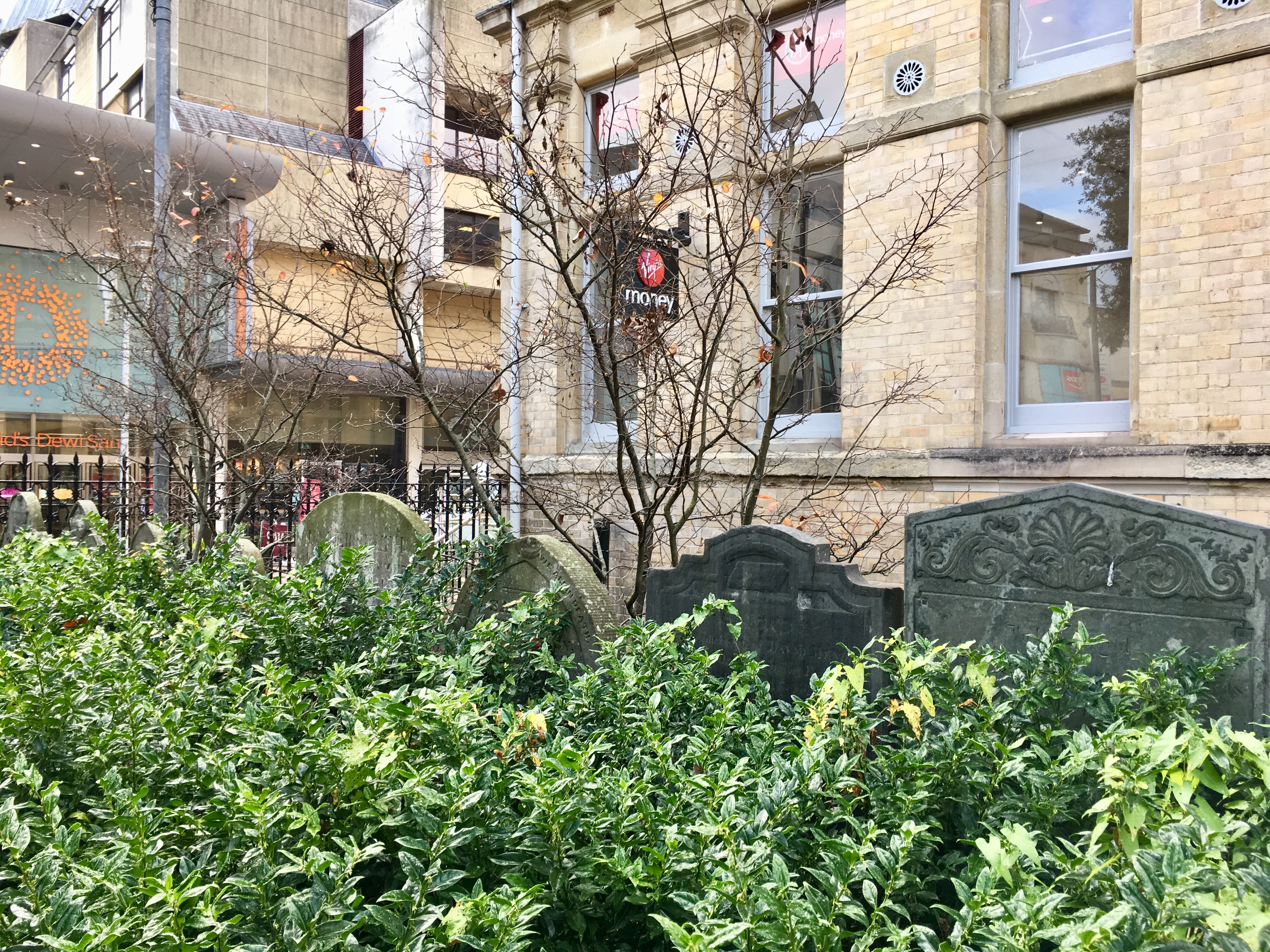
Grabsteine im Park weisen noch heute auf seine Geschichte hin

Ursprünglich waren die St John’s Gardens Teil des Kirchfriedhofes der St John the Baptist Church. Angelegt wurde er als Erweiterung des ursprünglichen Friedhofes, um mehr Platz für Gräber zu schaffen. Durch die vorhandenen Einfriedungen bestand aber nun ein Hindernis für die Fußgänger zum Weg zum Central Market. Schließlich einigte man sich auf einen Kompromiss und trennte den Kirchfriedhof durch einen Weg in zwei Hälften. Dieser Weg wurde über die Gräber hinweg gebaut und erhielt deshalb den heute noch genutzten Namen Dead Man’s Alley. Teil des Kompromisses war es auch, dass sich die Stadtverwaltung um den südlichen Teil des Kirchfriedhofes kümmern musste. Aus diesem entwickelten sich so die öffentlichen St John’s Garden. Nachdem es mehrfach zu unangebrachtem Verhalten im Park gekommen war, wurde dieser im Mai 2018 vorübergehend geschlossen und erfuhr in den folgenden Monaten eine Aufhübschung. Im November 2018 folgte die Wiedereröffnung.